# 巻き替え (相撲)
巻き替え（まきかえ）とは、相撲の取組において用いられる技術であり、自身の上手を放して下手に差し替える動作を指す。糸車で糸を紡ぎ終わった紡錘を取り替える時の手つきと似ていることからこの名がある。しばしば「巻き返し（まきかえし）」と言われることがあるが誤用である。

## 概要
巻き替えにより廻しを引く力を大きく発揮する、相手の脇に腕をこじ入れて腕を返して体を起こすなどの有利を得ることができる。ポイントは相手の思考を揺さぶることであり、反対の手で腕を返すなど別の技を仕掛けて、相手の意識がそちらに奪われた瞬間に素早く巻き替えると良い。巻き替えを行う際には体が反るので、相手はまわしを引き付けて出やすい状態になってしまう。ゆえに巻き替えは素早く行わなければ成功しない技術であり、その難易度ゆえに大相撲の土俵上でもそう頻繁に確認されない。失敗すれば上手がさらに遠くなるうえに自らの上体を容易に起こされてしまうため、圧倒的な不利を招いてしまうため、安易に狙えるものではない。
対抗する方法としては、脇を固める、腕を返す等の方法で巻き替えそのものを防ぐことも有効だが、他にも「相手が巻き替えを狙ったら前に出ろ」というものがある。自らの上体を低くした姿勢のままではできず、どうしても巻き替える側を上げなければいけないため、重心が浮き上がり相手の出足を止めにくくなるという弱点があり、そこを狙って攻めるという意味である。
もろ差しを得意とする力士には巻き替えの技術に優れる者が多い傾向があり、名人と呼ばれた力士には幡瀬川、鶴ヶ嶺らがいる。横綱・大関の中で巻き替えが巧い力士の代表としては北の湖、白鵬がおり、北の湖の場合は巧さだけでなく使用頻度も目立っていた。